# Värttinä (album)
Värttinä je první album stejnojmenné skupiny a vystupuje na něm jejích celkem 21 členů, kteří ztvárňují tradiční karelské folkové písně. Původně jej vydali sami v roce 1987 na gramofonových deskách a kazetách. Roku 1992 bylo znovu vydáno ve Finsku hudebním vydavatelstvím Mipu Music. Roku 1997 bylo vydáno v Japonsku japonskou odnoží vydavatelství Warner. V tomto roce bylo také vydáno v USA společností Finlandia Innovators pod názvem Värttinä - The First Album (Värttinä - První album).

## Seznam skladeb
1. Ruskie neitsyt (hnědovlasá panna) - 2:19[pozn 1]
2. Mainitus (tanec Mainitus) - 1:35
3. Lehmän tanssi (tanec krav) - 4:03
4. Miss' on miun armahin (kde je můj milovaný) - 3:57
5. Mie tahon tasaista miestä (chci solidního muže) - 1:18
6. Juhon kontra (Juhovo kontra) - 1:34
7. Tutskovin polska (Tutskovovo Polsko) - 1:53
8. Suojärven katrilli (čtverylka Suojärvi) - 2:25
9. Karjalainen kehtolaulu (ukolébavka z Karélie) - 4:05
10. Varrii ompi zaijuvesj (voda na čaj je horká) - 2:08
11. Koiviston polska (Koivistovo Polsko) - 1:35
12. Duetto (Duet) - 1:35
13. Melkutus (tanec Melkutus) - 1:43
14. Sade (déšť) - 3:25
15. Tsiiputus (tanec Tsiiputus) - 1:25
16. Sekatyylipolkka (Různorodá polka) - 2:19
17. Ompa tietty tietyssäni (o jednom přemýšlím) - 3:31